# Marlierea neuwiedeana
Marlierea neuwiedeana är en myrtenväxtart som först beskrevs av Otto Karl Berg, och fick sitt nu gällande namn av Franz Josef Niedenzu. Marlierea neuwiedeana ingår i släktet Marlierea och familjen myrtenväxter. Inga underarter finns listade i Catalogue of Life.